# Знаменская церковь (Новосибирск)
Церковь в честь Абалакской иконы Божией Матери — православная церковь в городе Новосибирске, находится в юрисдикции Русской православной церкви (Новосибирская и Бердская епархия).
Приход был образован в 1992 году, богослужения проводились в помещении бывшего детского сада. 30 сентября 1994 года епископ Тихон (Емельянов) освятил закладной камень церкви. Строительство велось по проекту архитектора П. А. Чернобровцева. Церковь построена по образцу русских храмов XVI—XVII веков: четырёхстолпная, пятиглавая, имеет три нефа. 25 июля 2000 года церковь освятил епископ Сергий (Соколов).
При церкви работает молодёжное миссионерское общество во имя праведного Иоанна Русского, воскресная школа для взрослых и детей, библиотека, ежемесячно издаётся приходской листок. С 1993 года при приходе действует православная гимназия во имя святых равноапостольных Кирилла и Мефодия и детский сад.

## Святыни
- частицы мощей апостола Андрея Первозванного, священномученика Владимира, митрополита Киевского, Киево-Печерских святых (священномученика Лукиана, преподобных Агапита, Алипия, Моисея Угрина, Иосифа Многоболезненного, Моисея Чудотворца), священномученика Игнатия Богоносца, святителей Василия Великого и Филарета Московского, мученика Антипы;
- частица маслины, выросшей на месте казни великомученика Пантелеимона;
- икона святителя Иннокентия Московского с частицей мощей;
- икона святителя Иоанна Тобольского с частицей мощей;
- икона прав Александра Невского с частицей мощей;
- икона преподобного Феофила, Христа ради юродивого Киево-Печерского с частицей мощей.
- ростовая икона Святых Благоверных князя Петра и княгини Февронии с частицей их мощей (главная икона на крестном ходе в день семьи, любви и верности).
- старинные иконы образов Богородицы «Утоли моя печали» и «Всех скорбящих радосте».
- Афонская икона Святителя Спиридона Тримифунтского с частицей его плащаницы.
- икона Святого мученика Иоанна Русского воина (в честь которого назван нижний храм) с частицей его мощей